# Redditi di lavoro autonomo
Sono redditi di lavoro autonomo quelli disciplinati dall’art. 53 del Testo unico delle imposte sui redditi (di seguito T.U.I.R.), ossia «quelli che derivano dall’esercizio di arti e professioni. Per esercizio di arti e professioni si intende l’esercizio per professione abituale, ancorché non esclusiva, di attività di lavoro autonomo diverse da quelle considerate nel capo VI, compreso l’esercizio in forma associata di cui alla lett. c) del comma 3 dell’art. 5».

## Caratteristiche
Le tre caratteristiche che consentono di tracciare i confini dei redditi di lavoro autonomo sono:
- l’autonomia, ossia l’assenza di subordinazione, che consente di tracciare il confine rispetto al reddito di lavoro dipendente;
- l’abitualità, consistente nello svolgimento della professione in modo sistematico e ripetitivo nel tempo. Essa permette di operare una distinzione dai redditi diversi, che ricomprendono invece le ipotesi di svolgimento del lavoro autonomo occasionale;
- l’assenza della commercialità ai fini fiscali, da cui discende l’impossibilità di ricondurre l’attività svolta tra quelle descritte dall’art. 55 T.U.I.R. A tal riguardo, qualora un’attività libero-professionale si spersonalizzasse a causa della prevalenza dell’organizzazione rispetto al lavoro, produrrebbe reddito d’impresa, salvo il caso in cui si tratti di professioni protette, richiedenti l’iscrizione ad un albo, come per l’avvocato. In tali ultimi casi si ritiene infatti sempre prevalente l’apporto del sapere teorico-specialistico rispetto all’organizzazione.

## Fattispecie per assimilazione
L’art. 53, comma 2, T.U.I.R. individua invece i redditi di lavoro autonomo per assimilazione, da aggiungersi a quelli definiti al comma 1. Essi sono:
- i redditi derivanti dalla utilizzazione economica, da parte dell'autore o inventore, di opere dell'ingegno, di brevetti industriali e di processi, formule o informazioni relativi ad esperienze acquisite in campo industriale, commerciale o scientifico, se non sono conseguiti nell'esercizio di imprese commerciali;
- le partecipazioni agli utili di cui alla lettera del comma 1 dell'art. 41 (ora art. 44), quando l'apporto è costituito esclusivamente dalla prestazione di lavoro;
- le partecipazioni agli utili spettanti ai promotori e ai soci fondatori di società per azioni, in accomandita per azioni e a responsabilità limitata;
- le indennità per la cessazione dei rapporti di agenzia;
- i redditi derivanti dall'attività di levata dei protesti esercitata dai segretari comunali ai sensi della Legge 12 giugno 1973, n. 349;
- le indennità corrisposte ai Giudici onorari di Pace e ai Vice Procuratori onorari.

Sono altresì ricompresi nella categoria dei redditi di lavoro autonomo anche quelli prodotti in forma associata; si parla a tal proposito di associazioni tra professionisti. In queste ipotesi, il reddito unitariamente determinato in capo all’associazione viene imputato, in virtù del principio di trasparenza, ai singoli associati, in proporzione alla loro quota di partecipazione.

Possono infine rientrare nell'ambito dei redditi professionali quelli derivanti da rapporti di collaborazione coordinata e continuativa quando le collaborazioni sono svolte nell'ambito dell'esercizio tipico di una professione o quando le collaborazioni, pur non essendo tipiche, vengono svolte abitualmente ed in forma professionale.

## I principi di determinazione della base imponibile
I principi di determinazione della base imponibile permettono di individuare gli elementi reddituali positivi (ricavi) e negativi (costi) che concorrono a formare il valore del presupposto d’imposta, ossia la base imponibile sulla quale si applicherà l’aliquota fiscale.

### Gli obblighi di documentazione
La legge prescrive degli obblighi in materia di documentazione della contabilità dell’attività lavorativa al fine di tenere traccia di costi e ricavi. Gli obblighi riguardano da un lato la tenuta di scritture necessarie alla riscossione dell’imposta sul valore aggiunto (IVA) e dall’altro quelle necessarie per il pagamento dell’imposta sul reddito delle persone fisiche (IRPEF).
Ogni lavoratore autonomo è tenuto all’apertura di una partita IVA (art. 1, D.P.R. 633/1972). Nello svolgimento dell’attività lavorativa, il lavoratore è obbligato alla tenuta dei registri IVA di fatture e acquisti (artt. 23 e 25, D.P.R. 633/1972), quindi è tenuto ad annotare in due registri separati tutte le fatture emesse e tutte le fatture o le bollette pagate e relative a beni e servizi acquistati nell’esercizio dell’arte o della professione.
Il lavoratore è inoltre obbligato alla tenuta delle scritture contabili ai fini IRPEF (artt. 13 e 19, D.P.R. 600/1973).

### Il principio di determinazione analitica
Il principio di determinazione analitica (o principio analitico) è il criterio di calcolo ordinariamente applicato al lavoratore autonomo secondo l’art. 54, comma 1, T.U.I.R. In forza di questo criterio, la base imponibile è data dalla differenza tra l’ammontare dei compensi percepiti e la somma delle spese sostenute.
Il criterio analitico è sostituito da un criterio di calcolo a forfait nelle ipotesi di regime forfettario.

### Il criterio di cassa
Il criterio di cassa è previsto all’art. 54, comma 1, T.U.I.R., il quale afferma la regola generale secondo cui possono essere computati solo i ricavi ed i costi i cui movimenti di cassa si siano verificati nel periodo di imposta di riferimento. Questo criterio serve a completare il criterio analitico, dunque: la base imponibile è data dalla differenza tra i compensi effettivamente percepiti e le spese effettivamente pagate. 
Questo criterio generale subisce delle eccezioni, per cui in talune ipotesi si applica invece il principio di competenza economica. 

### Il criterio di inerenza
Il criterio di inerenza, come emerge dall’art. 54, comma 1, T.U.I.R., afferma che possono essere computati solo gli elementi reddituali inerenti all’attività professionale svolta dal lavoratore autonomo. Si completa ulteriormente il criterio analitico: sono computi ricavi e costi effettivamente avvenuti nel periodo di imposta e purché originino dall’attività lavorativa.
Questo criterio risulta problematico in relazione ai cosiddetti beni promiscui, ossia quei beni che vengono utilizzati sia a scopo lavorativo che a scopo professionale. Ai fini della determinazione del reddito del lavoratore autonomo, i costi derivanti da questi beni rilevano solo per la quota di utilizzo professionale. La quota di uso professionale è determinata a forfait dal legislatore stesso. Un esempio è il locale utilizzato sia per l’esercizio della professione che a scopo personale o familiare: i costi derivanti dal locale sono deducibili nella misura del 50% ai sensi dell’art. 54, comma 3, T.U.I.R..

### Il principio di onnicomprensività
Il principio di onnicomprensività è in realtà un principio cardine della determinazione della base imponibile del reddito del lavoratore dipendente, ma la recente riforma fiscale si è prefissata di estenderla anche al lavoratore autonomo (art. 5, comma 1, lett. f, l. 111/2023). In forza di questo principio, la forma attraverso cui il compenso viene corrisposto non ha rilevanza ed è quindi possibile computare ogni somma o compenso a qualsiasi titolo percepita.

## Regime ordinario
Il regime ordinario è uno dei regimi fiscali utilizzati per il computo dei redditi da lavoro autonomo per i professionisti. All'interno del quale il reddito si determina sulla base di un criterio di calcolo analitico, fondato sulla contrapposizione tra componenti di reddito positivi e negativi. I componenti sono vari, dunque quelli citati in basso sono solo alcuni dei tanti possibili.

### Componenti positivi

#### I compensi
I compensi costituiscono la gran parte del reddito da lavoro autonomo. Come tutti gli elementi positivi, anch’essi rispondono al principio di cassa. Da ciò consegue che debbano essere computati al momento dell’effettiva percezione e che solo da quel momento vengano in essere come fiscalmente rilevanti. Bisogna però tener conto dei vari scompensi che possono venire in essere a seconda della modalità di pagamento. Infatti, se si percepisce un compenso in denaro liquido o mediante pagamento con carta di credito, questo rientrerà immediatamente all’interno della contabilità del professionista. Diversamente, se si dispone di un bonifico, questo verrà computato al momento dell’effettiva percezione del denaro sul conto dell’attività lavorativa e non invece al momento dell’esborso da parte del cliente/debitore. Per questo, con riferimento alla base imponibile non rilevano fiscalmente in quanto momenti temporalmente separati: la data valuta (salvo non vi siano interessi maturati a favore del professionista); il momento in cui si è data disposizione all’ordine di bonifico; il momento in cui l’ente ha comunicato al professionista l’avvenuto accredito. Dunque, se il professionista incassa un compenso anticipato rispetto all’esecuzione della prestazione, la somma risulterà computabile alla base imponibile anche se la prestazione non è ancora stata effettuata. Similmente, se al momento della percezione del compenso l’adempimento è stato solo parziale.
Qualora il pagamento invece sia disposto in natura e dunque con l’offerta di beni e servizi, esso concorrerà alla determinazione della base imponibile dal momento in cui si avrà la possibilità di usufruirne materialmente seguendo il valore normale dei beni e dei servizi da cui sono costituiti (come da art. 9 del T.U.I.R.). Tendenzialmente si calcola nella base imponibile la cessione gratuita di beni, mentre si tende ad escludere la prestazione di servizi ricevuta. Quando invece tra professionista e cliente si sia costituito un deposito, la fatturazione delle somme conservate - purché queste non siano differenziate tra compensi e fondo spese del cliente - potrà essere ritardata fino al sessantesimo giorno successivo alla costituzione del deposito, momento in cui graveranno sul reddito del lavoratore. Il computo dei compensi avviene valutandoli al netto dei contributi previdenziali e assistenziali eventualmente percepiti dal professionista. Tuttavia, non risponde a suddetto calcolo la maggiorazione del 4% disposta dal professionista- sfornito di cassa previdenziale- sul proprio compenso che costituisce parte integrante del reddito, rendendola computabile in via ordinaria.

#### Rimborsi spese sostenute in nome o per conto del cliente
Le somme ricevute a titolo di rimborso spese sono generalmente comprese nella base imponibile, ma bisogna distinguerle in due categorie:
da un lato, i rimborsi delle spese sostenute per lo svolgimento della professione sono trattati alla stregua dei compensi; dunque, vengono computati in via ordinaria nella base imponibile;
dall’altro, i rimborsi delle spese anticipate in nome e per conto del cliente - purché tramite una spesa a lui intestata e adeguatamente documentata - non vengono computati nella base imponibile del reddito del lavoratore autonomo, dal momento che non hanno natura di corrispettivo per la prestazione del servizio. Ciò a condizione che non costituiscano, secondo quanto precedentemente chiarito, spese inerenti alla produzione del reddito di lavoro autonomo e a condizione che siano accuratamente conservate e separatamente annotate nei conti individuali.

#### Le plusvalenze relative ai beni strumentali
La plusvalenza scaturisce dalla differenza tra il corrispettivo e il costo non ammortizzato. Sono tassabili sia su beni mobili che immobili - ma sempre seguendo il principio di cassa - se provengono da una cessione a titolo oneroso. Tuttavia, il legislatore esclude le plusvalenze derivanti dalle cessioni di oggetti d’arte, di antiquariato o da collezione (art. 54 T.U.I.R.). Nello specifico, è necessario che la destinazione del bene strumentale sia esclusivamente dedicata all’attività professionale, a nulla rilevando la sua natura, le sue caratteristiche o la sua classificazione catastale. Essendo questi i requisiti, se ne deduce che i beni, anche qualora acquistati a titolo personale, ma con destinazione professionale, rientrano nel computo. Non rientrano invece i beni con finalità ibride (tra personali e professionali).

#### I corrispettivi percepiti per la cessione della clientela o altri beni immateriali
Sono altresì computabili, purché se ne generi un corrispettivo, anche i compensi in natura, come il marchio o il diritto di sfruttamento d’immagine, e le ricompense derivanti dalla cessione di beni immateriali, come la clientela.

#### Proventi e indennità percepiti in sostituzione del reddito
Concorrono alla formazione del reddito, seguendo sempre il principio di cassa, anche: i proventi conseguiti in sostituzione del reddito professionale; i proventi conseguiti per cessione di crediti per compensi professionali; le indennità risarcitorie della perdita del reddito professionale. Sono invece esclusi i risarcimenti per invalidità permanente o morte, nonché i proventi e le indennità per le cessioni aventi oggetto diverso dai compensi professionali. Infatti, le somme computabili compensano in via integrativa o sostitutiva la mancata percezione di redditi di lavoro, ossia il mancato guadagno (c.d. lucro cessante), indi per cui devono essere ricomprese nel reddito complessivo del soggetto. L’Agenzia delle entrate (interpello n.27 del 6 febbraio 2020) e la Suprema Corte (Cass. Civ., 3 settembre 2002, n.12798) riconoscono che vi è un diverso trattamento tra danno emergente e lucro cessante. Il primo - volto a risarcire la perdita ingiusta di un valore patrimoniale e non reddituale - non è soggetto a tassazione, considerato che in tale evenienza la somma assume carattere risarcitorio e non sostitutivo. Il secondo è invece componente della base imponibile derivante dal mancato guadagno direttamente correlato al comportamento lesivo e, di conseguenza, parte integrante del reddito. Analogamente, non sono da considerarsi imponibili le indennità percepite dal lavoratore autonomo a titolo di risarcimento del danno derivante dall’anticipata risoluzione di un rapporto di collaborazione professionale. Diversamente, sono imputabili a reddito le somme percepite dal professionista a seguito di un processo per inadempimento contrattuale, poiché costituiscono somme sostitutive.

#### Interessi moratori e per dilazione di pagamento
Ai sensi dell’art. 6 del T.U.I.R. anche i proventi conseguiti per tramite di interessi moratori e per dilazione di pagamento -che derivano da un credito maturato dal lavoratore autonomo- concorrono alla formazione del reddito complessivo.

### Componenti negativi del reddito di lavoro autonomo
I componenti negativi del reddito di lavoro autonomo rappresentano le spese che il lavoratore può dedurre dal proprio reddito per la determinazione della base imponibile. La disciplina in materia di componenti negativi del reddito di lavoro autonomo è individuata dall’art 54 commi 2-6 bis del T.U.I.R. Le spese deducibili dal professionista vengono individuate sulla base di tre elementi: principio di cassa; principio di inerenza; documentazione e registrazione dei documenti di spesa. 

#### Principio di cassa
I costi sono deducibili, come principio generale, in base al principio di cassa; ciò indica che le spese inerenti all’esercizio dell’arte o professione sono ammesse in deduzione nel periodo d’imposta in cui sono sostenute. Dunque, è rilevante il momento in cui viene effettuato il pagamento e la transazione viene completata. Ad esempio, se il professionista effettua un bonifico il 29 dicembre 2023 e viene addebitato sul conto corrente il 2 gennaio 2024, il costo sostenuto è deducibile nell’anno 2024. Questa regola viene tuttavia derogata dal principio di competenza (utilizzato per i redditi d’impresa) in una serie di casi in cui i costi vengono invece dedotti in un momento diverso dal momento di sostenimento della spesa. Vi sono tre ipotesi principali: 
- ammortamento per quote annuali di beni strumentali di valore superiore a 516,46 euro: deducibili nella misura determinata sulla base dei coefficienti di ammortamento individuati con DM 31.12.88, a prescindere dalla circostanza che il costo di acquisto dei beni sia o meno già stato sostenuto;

- canoni di leasing di beni strumentali: deducibili dal reddito professionale nel periodo d’imposta in cui maturano;
- quote di TFR e quote di indennità di fine rapporto relative a collaborazioni coordinate e continuative: deducibili in relazione all’importo maturato nel periodo d’imposta.

#### Principio di inerenza
Il principio di inerenza richiede che sussista necessariamente un nesso tra i componenti negativi e l’attività esercitata. Tale principio si applica sia per i redditi di lavoro autonomo sia per i redditi di impresa. La funzione del principio di inerenza per i redditi di lavoro autonomo è pertanto quella di evitare che il contribuente possa dedurre, quali componenti negativi, spese afferenti alla sfera personale e non professionale. Il problema si pone soprattutto per quei beni ad uso promiscuo (cioè sia per uso professionale che personale, si pensi all’automobile o al computer); in questi casi il legislatore per risolvere eventuali problemi di incertezza e i contenziosi che ne discenderebbero ne ha limitato la deducibilità al 50%. 

#### Limiti di deducibilità
Esiste una serie di limiti di deducibilità, per cui alcune spese sono parzialmente deducibili. Ad esempio, il comma 5 dell’art 54 del T.U.I.R dispone che le spese relative a prestazioni alberghiere e a somministrazioni di alimenti e bevande sono deducibili nella misura del 75% e, in ogni caso, per un importo complessivamente non superiore al 2% dell'ammontare dei compensi percepiti nel periodo di imposta. Altre spese sono integralmente deducibili entro un limite annuo; ad esempio, le spese per l'iscrizione a master e a corsi di formazione o di aggiornamento professionale sono integralmente deducibili nel limite annuo di 10.000 euro. Altre spese sono invece completamente indeducibili. Ad esempio il comma 6 dell'art 54 del T.U.I.R dispone che non sono ammesse deduzioni per i compensi a coniuge e figli.

#### Documentazione e registrazione dei documenti di spesa
Il requisito della documentazione dei componenti negativi del reddito professionale non è espressamente statuito dall’art. 54 del TUIR, ma si desume dal principio dell’onere della prova e dalla limitazione in ambito tributario riguardo al divieto di prova testimoniale.
Ai sensi dell’art. 3 comma 1 del Decreto del presidente della Repubblica 6 febbraio 1996, n. 696, ai fini della deducibilità delle spese sostenute per gli acquisti di beni e di servizi può essere utilizzato: 
- lo scontrino fiscale con la specificazione degli elementi dell’operazione e l’indicazione del numero di codice fiscale dell’acquirente o committente;
- la ricevuta fiscale integrata con i dati identificativi del cliente.

Anche l’obbligo di registrazione delle spese non si rinviene direttamente nell’art. 54 del TUIR, ma è statuito dall'art. 19 co. 2 del Decreto del presidente della Repubblica 16 ottobre 1973, n. 600. 

## Il regime forfetario
Il regime forfetario (o regime forfettario) è un regime fiscale agevolato e naturale, ossia operante in presenza dei requisiti richiesti dalla legge, senza che sia necessaria un’apposita opzione in tal senso. 

Relativamente ai redditi di lavoro autonomo, esso si applica a persone fisiche esercenti arti o professioni in forma individuale.

### Requisiti per l'accesso
Per potervi accedere è necessario rispettare alcuni requisiti di natura dimensionale. Si richiede anzitutto una spesa non superiore a 20.000 euro lordi per lavoro accessorio e dipendente, nonché per fattispecie assimilate. Inoltre, è previsto un limite di compensi o ricavi percepiti nell’anno precedente, elevato dalla legge di bilancio 2023 da 65.000 a 85.000 euro con operatività dal periodo d’imposta 2023.

A tal riguardo, il periodo d’imposta è un orizzonte temporale delimitato ed è rilevante ai fini dell’imposizione fiscale la ricchezza prodotta in tale lasso temporale; inoltre, esso è variamente determinato dal legislatore: per quanto riguarda le persone fisiche bisogna guardare all’anno solare.

Riguarda sia coloro che avviano una nuova attività sia coloro che ne svolgono una già avviata; in quest’ultimo caso l’importo di ricavi o compensi sarà ragguagliato ad anno.

Sono invece sempre incluse le imprese familiari e le aziende coniugali non gestite in forma societaria.

Se sono esercitate contemporaneamente più attività, identificate da un diverso codice Ateco, si considera la somma di ricavi e compensi relativi alle diverse attività esercitate.

Nel caso di contribuenti che intraprendono una nuova attività, l’adozione di tale regime deve essere indicata nel modello di dichiarazione ex art. 35 Decreto del presidente della Repubblica 26 ottobre 1972, n. 633. Coloro che già svolgono un’attività dovranno indicarla nella dichiarazione IVA dell’anno in cui i requisiti sono soddisfatti, con effetto dal periodo d’imposta successivo a quello della dichiarazione.

### Determinazione del reddito imponibile
Il reddito imponibile è individuato ricorrendo al principio di cassa, ossia applicando ai ricavi o compensi percepiti nel periodo d’imposta le percentuali di redditività previste dal codice Ateco di ogni attività. Si deducono poi i contributi previdenziali obbligatori.

Alla base imponibile si applica un'unica imposta sostitutiva di quella sui redditi e delle addizionali regionali e comunali pari al 15%, ridotta al 5% per i primi cinque anni di attività in presenza dei requisiti indicati dall’art. 1, comma 65 Legge 23 dicembre 2014, n. 190.

### Opzione per l’applicazione del regime ordinario
I soggetti che ricadrebbero nel regime forfetario possono disapplicarlo esercitando l’opzione per l’applicazione del regime ordinario, che si perfeziona tramite comportamento concludente. Tale decisione deve però esser comunicata con la prima dichiarazione IVA successiva, a pena di sanzione amministrativa.

Trascorso il triennio minimo di permanenza nel regime ordinario, l’opzione resta valida per ogni anno successivo, finché permane la scelta in tal senso.

### Passaggio dal regime di contabilità semplificata a quello forfetario
Il passaggio dal regime di contabilità semplificata ex art. 18 Decreto del presidente della Repubblica 29 settembre 1973, n. 600 a quello forfetario, invece, è possibile senza dover attendere il decorso di un triennio.

### Fuoriuscita dal regime forfetario
La fuoriuscita dal regime opera a partire dall’anno successivo a quello in cui si è verificata la perdita di un requisito indicato dal comma 54 o una delle cause di esclusione del comma 57 dell’art. 1 L. 190/2014.

La legge di bilancio 2023 ha stabilito che il regime forfetario cessi di avere applicazione dall’anno in cui i ricavi o i compensi effettivamente incassati superino i 100.000 euro. L’IVA sarà invece dovuta a partire dalle operazioni che hanno comportato il superamento del limite, con contestuale sorgere dell’obbligo di tenuta dei relativi registri.

Ai fini reddituali, infine, l’intero periodo d’imposta è soggetto ad IRPEF ed il reddito sarà determinato secondo le regole del regime di contabilità semplificata.

### Peculiarità del regime forfetario
Agli effetti dell’IRPEF, i contribuenti in regime forfetario non sono soggetti alla ritenuta d’acconto per ricavi o compensi percepiti e non devono effettuare la ritenuta alla fonte per quanto corrisposto. Inoltre, sono esonerati dagli obblighi di registrazione e tenuta delle scritture contabili ed esentati dall’applicazione degli indici sintetici di affidabilità fiscale (ISA).

Rimangono invece fermi gli oneri di ritenuta sui redditi di lavoro dipendente e assimilati ex artt. 23 e 24 D.P.R. 600/1973 e di tenuta e conservazione dei registri previsti da leggi extratributarie.

### Cause di esclusione
Numerose sono le cause di esclusione dal regime forfetario, indicate dall’art. 1, comma 57, L. 190/2014 da lett. a) a lett. d-ter). Tra queste vi è la percezione di redditi di lavoro dipendente e/o assimilati di importo superiore a 30.000 euro, salvo che tale rapporto di lavoro sia cessato nell’anno precedente.

### Fatturazione elettronica
Il D.L. 36/2022 prevede l’obbligo di fatturazione elettronica dal 1º luglio 2022 per i forfetari che nell’anno precedente abbiano conseguito ricavi o compensi superiori a 25.000 euro ragguagliati ad anno e dal 1º gennaio 2024 per tutti coloro che ricorrano al regime forfetario.

### Il concordato preventivo biennale
Per favorire l’adempimento spontaneo degli obblighi dichiarativi, il Decreto legislativo 12 febbraio 2024, n. 13 prevede il concordato preventivo biennale (CPB), con durata limitata in via sperimentale al solo periodo d’imposta 2024 per gli aderenti al regime forfetario. Esso consente un’interlocuzione preventiva con l’Amministrazione finanziaria per ridurre o annullare i controlli successivi. Sono esclusi coloro che al momento dell’accettazione della proposta presentano debiti pari o superiori a 5.000 euro, coloro che hanno omesso di presentare la dichiarazione dei redditi in almeno uno dei tre anni precedenti all’applicazione del concordato, i soggetti che hanno riportato condanne per alcuni reati previsti dalla legge commessi negli ultimi tre periodi d’imposta, nonché quanti hanno iniziato l’attività nel periodo d’imposta precedente a quello a cui si riferisce la proposta (2023).

Il reddito minimo da assoggettare a tassazione è pari a 2.000 euro e, fermo tale limite, rimane possibile dedurre i contributi previdenziali.

Il contribuente può aderire alla proposta in sede di invio della dichiarazione dei redditi entro il 31 ottobre 2024, compilando la Sezione VI-Concordato preventivo regime forfetario del quadro LM. L’adesione comporta l’obbligo per il contribuente di dichiarare gli importi concordati nelle dichiarazioni relative ai periodi d’imposta oggetto di concordato, ma non ha effetti ai fini IVA.

Il Decreto legislativo 5 agosto 2024, n. 108 prevede la possibilità di assoggettare il maggior reddito concordato rispetto a quello dell’anno base ad una tassazione alleggerita rispetto alle aliquote normalmente applicabili (10% anziché 15% e 3% anziché 5% nel caso di start up ex art.1, comma 65, L. 190/2014).